# Emma Nevada
Emma Nevada, geboren als Emma Wixon (Alpha (Californië), 7 februari 1859 – nabij Liverpool 20 juni 1940), was een operazangeres die furore maakte aan het eind van de 19e eeuw en het begin van de 20e eeuw. Ze was colaratuursopraan.

## Achtergrond
Wixom werd geboren in het gezin van Maria O’Boy en William Wallace Wixom, een natuurkundige die in de plaatselijke goudmijnen werkte. Emma bracht haar jeugd grotendeels door in Nevada City voordat ze naar Austin (Nevada) verhuisde. Aldaar werd namelijk een nieuwe mijn, in dit geval voor zilver geopend. Ze had een talenknobbel, ze sprak Paiute, Washo en Shoshoni. Verder studeerde ze Spaans, Italiaans, Frans en Duits aan het Mills College. Ze was ook de Amerikaanse Gebarentaal machtig. In oktober 1855 huwde ze de Britse chirurg Raymond Palmer. De componist Ambroise Thomas leidde haar naar het altaar. Ze kregen één dochter, die later als Mignon Nevada de podia op ging. Mignons peetouders waren diezelfde Ambroise en Mathilde Marchesi. Ze overleed nabij Liverpool. Haar beeltenis is in Napels te zien nabij het beeld voor Bellini.

## Muziek
Ze zong al vanaf haar derde levensjaar. Ze kreeg haar eerste muzieklessen in Oakland. Ze zou gaan studeren bij Adrian Abell in Berlijn, maar die kwam tijdens de tocht te overlijden. Het werd uiteindelijk Mathilde Marchesi in Wenen. Op het podium had ze inmiddels de naam van de staat Nevada als haar artiestennaam aangenomen. Haar debuut vond plaats in het Her Majesty's Theatre te Londen op 17 mei 1880. Ze vertolkte de rol Amina in La sonnambula van Vincenzo Bellini. Ze zou later groeien tot een van de belangrijkste vertolkers van Bellini’s opera’s.
Na Londen volgden er optredens in Teatro alla Scala in Milaan (1881) en Opéra-Comique in Parijs (1883). In het seizoen 1884 maakte ze deel uit van het operagezelschap van James Henry Mapleson en toerde ze door de Verenigde Staten. Dat was trouwens de enige keer dat Emma Nevada aldaar als operazangeres te bewonderen was. Ze zou daar alleen nog concertavonden geven. In 1910 stopte haar actieve loopbaan als operazangeres in Berlijn. Ze zong in Lakmé van Léo Delibes.
De Nederlandse Antoinette van Dijk was een leerlinge van Emma Nevada (opleiding Parijs).
Er is een mijnschacht naar haar genoemd: de Emma Nevada Shaft (White Pine County, Nevada).

## Enkele concerten

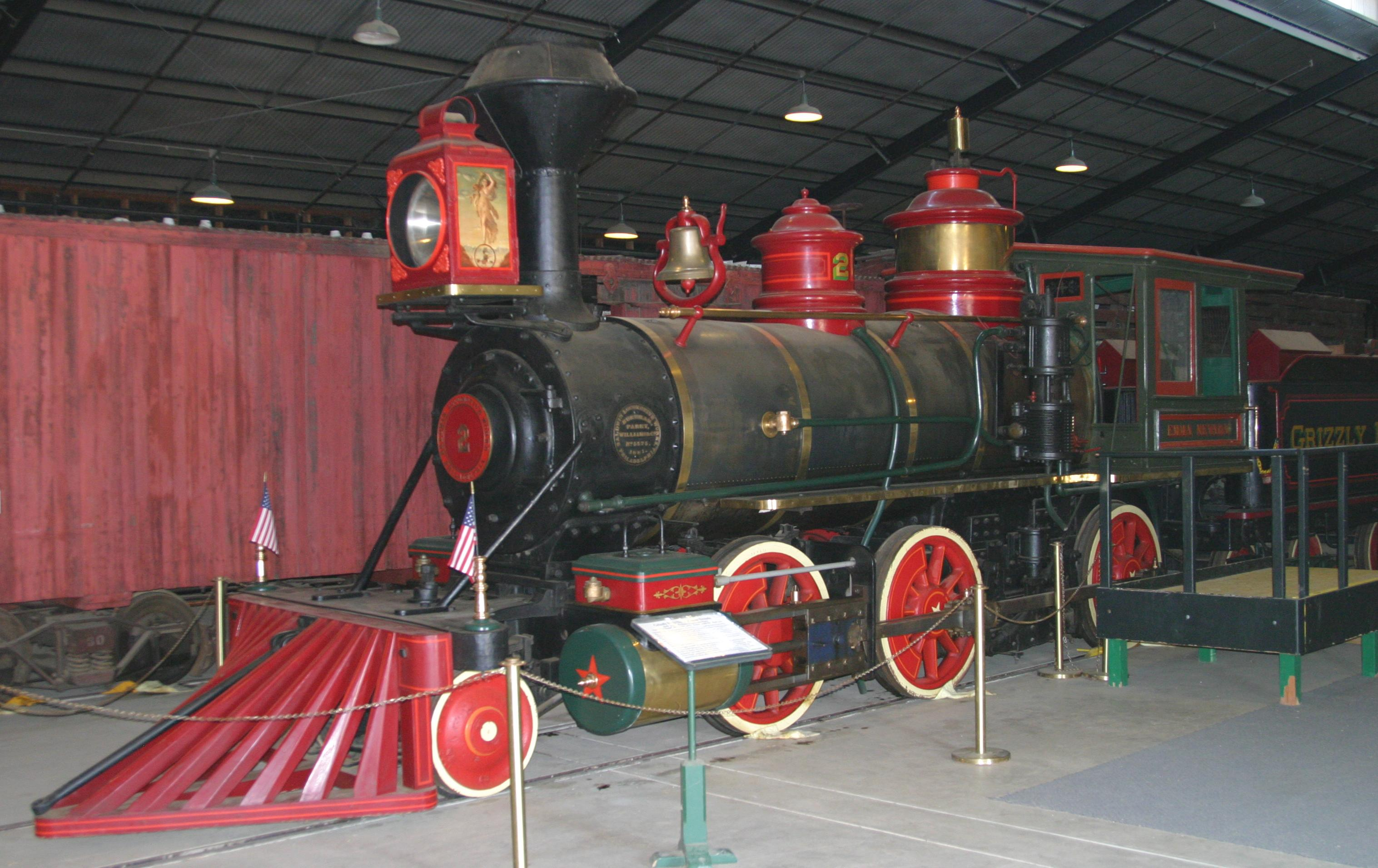
Locomotief naar haar genoemd, in het Orange Empire Railway Museum

- 26 en 28 oktober 1890: optredens in het Concertgebouw in Amsterdam, waarbij ze begeleid werd van achter de piano in het volgende programma:
  - 26 okt 1890
    - Ah! Fors 'e lui... uit La Traviata van Verdi
    - In der Fremde en Vogel im Walde van Wilhelm Taubert
    - Chanson du Mysoli uit Le Perle de Brésil van Felicien-César David

  - 28 okt 1890
    - Légende de la fille du Paria uit Lakmé van Léo Delibes
    - Gretchen am Spinnrade van Franz Schubert
    - Ombra leggiera uit Dinorah van Giacomo Meyerbeer
- 30 november 1894: concert in de concertzaal van Brødrene Hals, Oslo, begeleid door Gustav Lazarus in een programma:
  - Franz Schubert: Variaties op Rosamunde opus 79.1
  - Félicien-César David: La perle du Brésil; aria van Mysolis
  - Johannes Brahms: Rapsodie in b-mineur opus 79.a
  - Eduard Schütt: Étude Mignon, opus 16.1
  - Gustaf Lazarus: Studie voor alleen de linkerhand, opus 18
  - Léo Delibes: aria uit opera Lakmé
  - Wilhelm Taubert: Vogel im Walde
  - Giacomo Meyerbeer; aria uit opera Dinorah
- 4 februari 1903: Leidse Schouwburg

- Bibliothèque nationale de France: cb14802090c (data)
- Gemeinsame Normdatei: 116989831
- International Standard Name Identifier: 0000 0000 7844 7858
- Library of Congress Control Number: no2003000432
- SNAC: w69p44vw
- Virtual International Authority File: 66730377
- WorldCat: E39PCjGRT8MR86bqw4m4bqQ7Dy